# Andrew Jagaye Karnley
Andrew Jagaye Karnley (ur. 26 kwietnia 1967 w Jawajeh) – liberyjski duchowny katolicki, biskup Cape Palmas od 2011.

## Życiorys
Święcenia kapłańskie otrzymał 9 lipca 1995 i został inkardynowany do archidiecezji Monrovia. Pracował głównie jako duszpasterz parafialny oraz jako rektor archidiecezjalnych seminariów.
22 lutego 2005 papież Jan Paweł II mianował go administratorem apostolskim archidiecezji Monrovia. W dniu 15 listopada 2009 papież Benedykt XVI przyjął jego rezygnację z tej funkcji. Po rezygnacji podjął w Rzymie studia z zakresu historii Kościoła.
W dniu 5 stycznia 2011 papież mianował go ordynariuszem diecezji Cape Palmas. Sakry biskupiej udzielił mu 30 kwietnia 2011 ówczesny nuncjusz apostolski w Gwinei - arcybiskup tytularny Sulci George Antonysamy.